# Lycée Descartes (Antony)
 (mai 2025).
Motif : Notoriété à démontrer
- Archive Wikiwix
- Bing
- Cairn
- DuckDuckGo
- E. Universalis
- Gallica
- Google
- G. Books
- G. News
- G. Scholar
- Persée
- Qwant
- (zh) Baidu
- (ru) Yandex
- (wd) trouver des œuvres sur Wikidata

| 1. | Préciser le motif de la pose du bandeau. | Précisez le motif de la pose du bandeau en utilisant la syntaxe suivante : {{admissibilité à vérifier\|date=août 2025\|motif=remplacez ce texte par le motif}}                                |
| 2. | Informer les utilisateurs concernés.     | Pensez à avertir le créateur de l'article, par exemple, en insérant le code ci-dessous sur sa page de discussion : {{subst:avertissement admissibilité à vérifier\|Lycée Descartes (Antony)}} |

Le lycée Descartes est un établissement français d'enseignement secondaire et supérieur situé à Antony dans les Hauts-de-Seine et faisant partie de l'académie de Versailles. Créé en 1958, il propose un enseignement général et technologique, ainsi que des classes préparatoires aux grandes écoles et un BTS.
En 2023, le lycée a affiché un taux de réussite au baccalauréat de 96 %, avec 58 % de mentions.
Ces performances, associées à la diversité des formations proposées, font du Lycée Descartes un établissement notable dans la région.

## Histoire
Le lycée Descartes a été inauguré en 1958 comme une annexe du lycée Lakanal de Sceaux avant de devenir un établissement indépendant. 
Il a progressivement évolué pour offrir une large gamme de formations, incluant l'enseignement supérieur avec des classes préparatoires et un BTS en comptabilité et gestion.
- Un projet de restructuration et d’extension, mené par l’architecte Catherine Furet, commencé 2005 a moderniser l'établissement.

Depuis 2022, le lycée produit son propre miel.

## Taille et classement
Le lycée Descartes est le plus grand lycée public de la ville d'Antony, avec environ 1 300 élèves en 2023, dont 442 élèves en terminale. 
Son effectif est bien supérieur à celui du lycée Théodore-Monod, qui compte 715 élèves au total.
En 2024, le lycée se classe 25e sur 53 dans les Hauts-de-Seine, selon le classement départemental du Parisien.

## Enseignements
L’établissement accueille environ 1 300 élèves et propose :
- Un lycée général avec des spécialités en sciences, lettres, économie et sociales.
- Un Lycée technologique avec la filière STMG (Sciences et Technologies du Management et de la Gestion).
- Un BTS en Comptabilité et gestion.
- Des classes préparatoires économiques et commerciales.

## Infrastructure et cadre de vie
Le lycée est situé dans un cadre verdoyant à proximité de Paris, offrant des installations modernes. Un projet de restructuration et d’extension, mené par l’architecte Catherine Furet, est en cours pour moderniser l'établissement.

### Jumelages et partenariats
Le lycée Descartes d'Antony organise chaque année des échanges scolaires avec deux des villes jumelées d'Antony : Lexington aux États-Unis et Berlin-Reinickendorf en Allemagne.
Dans le cadre de l'ouverture internationale, le lycée a établi un partenariat avec le lycée Jianping de Shanghai depuis 2010 ainsi qu'avec le lycée Taoyuan de Taïwan.

## Association des anciens élèves
L'Amicale des anciens élèves du lycée Descartes d'Antony (AAELDA) propose un annuaire des anciens, et publie régulièrement une lettre d'information.

## Anciens élèves notables
Le lycée a formé plusieurs personnalités notables dans divers domaines :
- Frédéric Helbert, journaliste d'investigation.
- Squeezie (Lucas Hauchard), vidéaste et youtubeur français.
- Elie Semoun
- Gizmo de Tryo